# Anthracochoerus
L'antracochero (gen. Anthracochoerus) è un mammifero artiodattilo estinto, appartenente agli antracoteriidi. Visse nell'Oligocene inferiore (circa 33 - 28 milioni di anni fa) e i suoi resti fossili sono stati ritrovati in Italia.

## Descrizione
Questo animale è noto per resti incompleti, sufficienti tuttavia a ricostruirne l'aspetto grazie al raffronto con fossili di animali simili ma meglio conosciuti. Anthracochoerus doveva essere un erbivoro di media taglia, dall'aspetto forse simile a quello di un piccolo cinghiale. Il cranio era molto allungato e slanciato, e la mandibola era dotata di una lunga sinfisi; il ramo orizzontale era di altezza modesta. Le zampe posteriori erano dotate di quattro dita di lunghezza uguale (anche se le dita laterali erano più gracili), mentre le zampe anteriori sembrano essere state pentadattile. I denti di Anthracochoerus erano piuttosto particolari se raffrontati con quelli degli altri antracoteriidi: i molari superiori erano privi di protoconulo, e il terzo molare inferiore aveva un talonide semplice. I premolari erano allungati e il quarto era a forma piramidale, con una punta unica e due creste posteriori. Il canino superiore era sottile e verticale. 

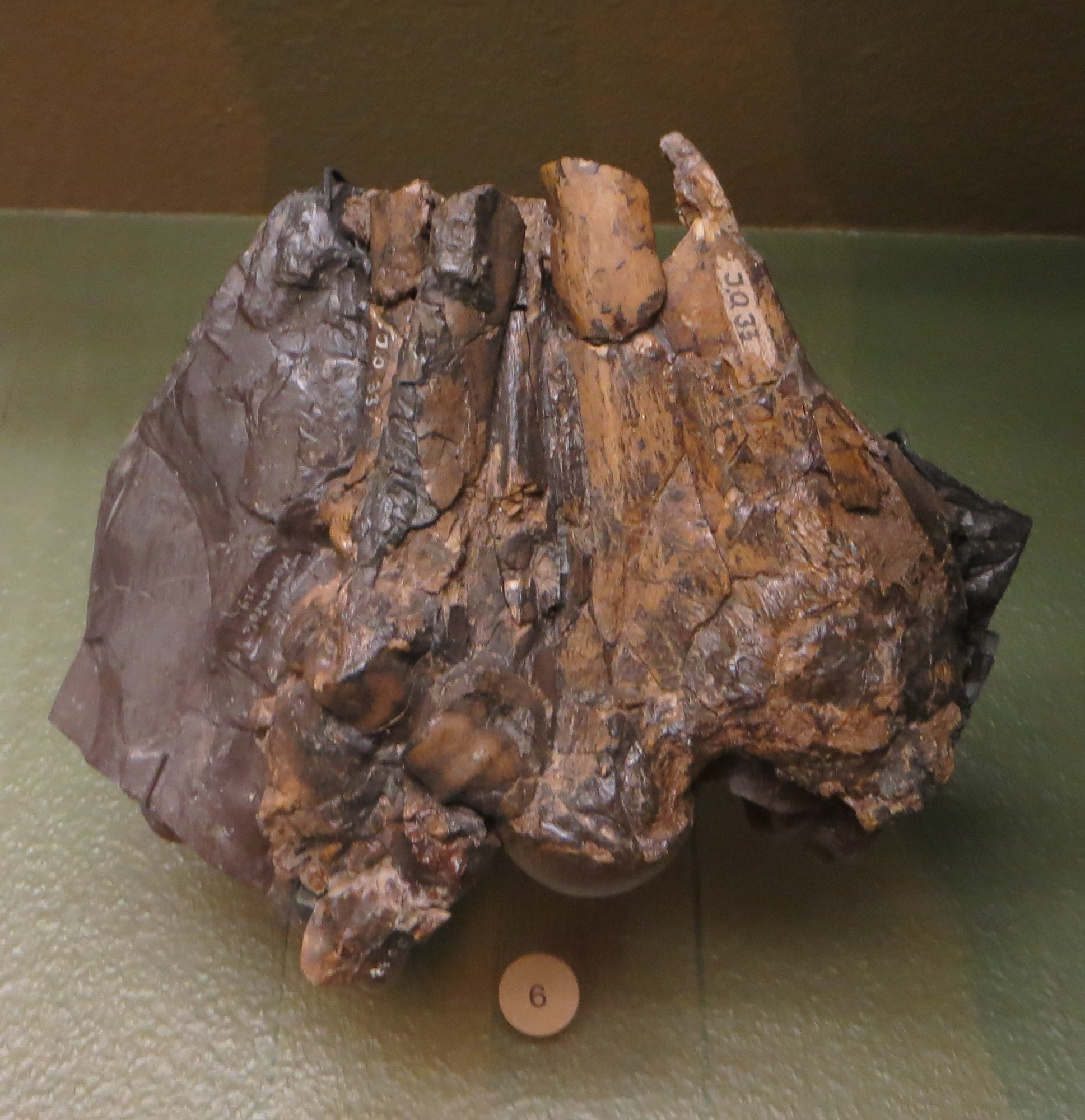
Fossile di Anthracochoerus stehlini

## Classificazione
Il genere Anthracochoerus venne descritto per la prima volta da Dal Piaz nel 1930, sulla base di resti fossili ritrovati nelle ligniti di Monteviale in provincia di Vicenza, in Italia. I fossili rappresentano due specie, Anthracochoerus stehlini e A. fabianii, distinte per alcuni dettagli morfologici. Queste specie, a volte, sono state attribuite al genere Anthracotherium, di dimensioni molto maggiori e anch'esso rinvenuto a Monteviale. Ulteriori studi, tuttavia, hanno confermato la distinzione anche a livello generico, e anzi Anthracochoerus è ritenuto un genere enigmatico all'interno della famiglia degli antracoteriidi, dalle parentele non ben chiarite. Forse era una forma aberrante originatasi da un ceppo arcaico sopravvissuto nell'Oligocene.

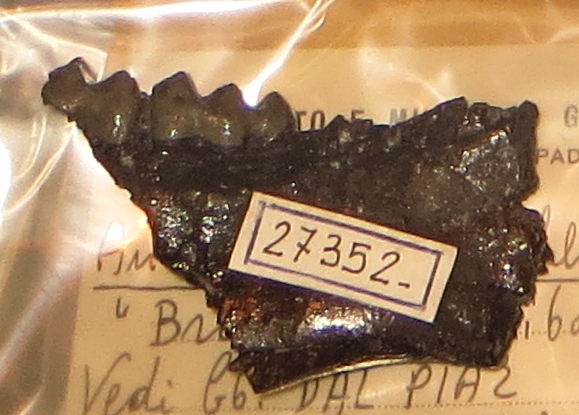
Fossile di Anthracochoerus fabianii